# Kaya Sultan
Kaya Sultan, född 1633, död 1659, var en osmansk prinsessa. Hon var dotter till sultan Murad IV (r. 1623-1640), brorsdotter till Ibrahim (sultan) (r. 1640-1648) och kusin till Mehmet IV (r. 1648-1687). Hon är föremål för en biografi i den berömda samtida reseskildringen av Evliya Çelebi.

## Biografi
Kaya Sultan blev bortgift med storvisiren Melek Ahmed Pasha i ett arrangerat politiskt äktenskap. Äktenskapet ägde enligt uppgift rum år 1644. Hon motsatte sig äktenskapet och ska ha huggit maken med en dolk på bröllopsnatten. Makarna ska dock efter hand att fått en ovanligt lycklig relation: enligt Evliya Çelebi kom ingen av de då sjutton osmanska prinsessorna så väl överens med sina makar som Kaya. Hon bidrog med både strategisk och finansiell hjälp till maken i hans politiska karriär. Kaya Sultan beskrivs som en idealbild av den osmanska dynastins givmildhet och generositet.
Under hennes bror Ibrahim I:s regeringstid, tvingade sultanen henne och hennes fastrar Hanzade Sultan,  Ayşe Sultan och Fatma Sultan att passa upp på hans konkubiner: han konfiskerade deras jord och juveler och tvingade dem att passa upp på sin favoritkonkubin Hümaşah Sultan, stå runt henne medan hon åt och hjälpa henne att tvätta händerna efteråt. Detta var ett exempel på hans många brott mot sedvänja och etikett och uppfattades som en skandal: han förvisade dem också senare till palatset i Edirne. 
Vid slutet av sitt liv hade Kaya Sultan en dröm där hennes farfars och därefter hennes egna händer var täckta av blod då de rörde vid henne. Hennes make förutspådde då att hon skulle blöda till döds, och att hon för att beveka Gud skulle skänka stora bidrag till honom, hans syster och de fattiga ur sin privata förmögenhet. Hon följde hans råd. Då hon en tid senare hade en annan dröm, vägrade han tyda den åt henne, men hon märkte på hans min att han tolkade den dåligt. Hon ökade då sin välgörenhet mot de fattiga ytterligare och gav bort och delade upp sin förmögenhet till familjemedlemmar och tjänare, och genom hennes donationer kan konstateras att Kaya Sultan tillhörde de allra rikaste av de osmanska prinsessorna. 
Kaya Sultan avled i barnsäng vid 26 års ålder på grund av att moderkakan inte ville lämna henne efter hennes sista förlossning. Åtskilliga farliga metoder användes då utan framgång för att få ut moderkakan, något som troligen också bidrog till hennes död.